# 蜀侯綰
蜀侯绾（？—前285年），嬴姓，秦国所封的蜀侯。

## 生平
前301年，蜀侯母在蜀侯煇进贡的食物下毒，陷害蜀侯煇。秦昭襄王派將軍司马错，赐死蜀侯煇，蜀侯煇夫妇自杀，秦昭襄王封蜀侯綰。前285年，秦昭襄王怀疑蜀侯綰谋反，将他诛杀，此后蜀地不设侯爵，由秦王派遣的郡守直接管理蜀郡。
| 前任： 蜀侯煇 | 秦国 蜀侯 前301年—前285年 | 繼任： 废除 |